# Cherax leckii
Cherax leckii е вид десетоного от семейство Parastacidae. Видът е критично застрашен от изчезване.

## Разпространение и местообитание
Разпространен е в Австралия (Нов Южен Уелс).
Обитава сладководни басейни и реки.